# Skieur d'or
Le Skieur d'or AIJS (Association Internationale des Journalistes de Ski) ou Trophée Serge Lang est un titre qui récompense le meilleur skieur ou skieuse alpin(e) mondial de l'année. Il est décerné par un jury composé de journalistes internationaux. Ces derniers sont environ 200 originaires d'une trentaine de pays. Ce trophée a été créé en 1963.
Il arrive, comme ce fut le cas en 1964, 1990 et 2015, qu'il soit décerné à deux athlètes la même année.
Avec quatre distinctions, le Suisse Pirmin Zurbriggen et l'Autrichien Marcel Hirscher sont à ce jour les plus titrés.

## Palmarès
| Année | Skieur d'or                            |
| ----- | -------------------------------------- |
| 1963  | Egon Zimmermann                        |
| 1964  | Christine Goitschel Marielle Goitschel |
| 1965  | Jean-Claude Killy                      |
| 1966  | Karl Schranz                           |
| 1967  | Jean-Claude Killy (2)                  |
| 1968  | Nancy Greene                           |
| 1969  | Karl Schranz (2)                       |
| 1970  | Karl Schranz (3)                       |
| 1971  | Annemarie Moser-Pröll                  |
| 1972  | Bernhard Russi                         |
| 1973  | Gustav Thöni                           |
| 1974  | Gustav Thöni (2)                       |
| 1975  | Franz Klammer                          |
| 1976  | Rosi Mittermaier                       |
| 1977  | Ingemar Stenmark                       |
| 1978  | Ingemar Stenmark (2)                   |
| 1979  | Ingemar Stenmark (3)                   |
| 1980  | Hanni Wenzel                           |
| 1981  | Marie-Theres Nadig                     |
| 1982  | Erika Hess                             |
| 1983  | Phil Mahre                             |
| 1984  | Pirmin Zurbriggen                      |
| 1985  | Pirmin Zurbriggen (2)                  |
| 1986  | Maria Walliser                         |
| 1987  | Pirmin Zurbriggen (3)                  |
| 1988  | Alberto Tomba                          |
| 1989  | Marc Girardelli                        |
| 1990  | Petra Kronberger Pirmin Zurbriggen (4) |
| 1991  | Marc Girardelli (2)                    |
| 1992  | Alberto Tomba (2)                      |
| 1993  | Kjetil André Aamodt                    |
| 1994  | Vreni Schneider                        |
| 1995  | Vreni Schneider (2)                    |
| 1996  | Alberto Tomba (3)                      |
| 1997  | Luc Alphand                            |
| 1998  | Hermann Maier                          |
| 1999  | Lasse Kjus                             |
| 2000  | Kjetil André Aamodt                    |
| 2001  | Janica Kostelic                        |
| 2002  | Stephan Eberharter                     |
| 2003  | Stephan Eberharter (2)                 |
| 2004  | Hermann Maier (2)                      |
| 2005  | Bode Miller                            |
| 2006  | Benjamin Raich                         |
| 2007  | Aksel Lund Svindal                     |
| 2008  | Matthias Lanzinger                     |
| 2009  | Lindsey Vonn                           |
| 2010  | Carlo Janka                            |
| 2011  | Ivica Kostelić                         |
| 2012  | Marcel Hirscher                        |
| 2013  | Tina Maze                              |
| 2014  | Anna Fenninger                         |
| 2015  | Anna Fenninger (2) Marcel Hirscher (2) |
| 2016  | Marcel Hirscher (3)                    |
| 2017  | Mikaela Shiffrin                       |
| 2018  | Marcel Hirscher (4)                    |
| 2019  | Mikaela Shiffrin (2)                   |
| 2020  | Federica Brignone                      |
| 2021  | Alexis Pinturault                      |
| 2022  | Marco Odermatt                         |